# Phyllofulvius
Phyllofulvius is een geslacht van wantsen uit de familie van de Miridae (Blindwantsen). Het geslacht werd voor het eerst wetenschappelijk beschreven door Carvalho in 1991.

## Soorten
Het genus bevat de volgende soorten:

- Phyllofulvius australianus Carvalho, 1991
- Phyllofulvius tarkine Namyatova & Cassis, 2022